# 阿字観
阿字観（あじかん）は、密教の根本経典の一つである『大日経』（大正蔵：№848）において初出し、主に密教において説かれる、大日如来の象徴（種字）である梵字の阿字（ア字、𑖀）を用いた瞑想法。日本では、平安時代に真言宗の開祖・弘法大師空海によって伝えられたとするものを指す。

## 概説
阿字観は、歴史上の弘法大師空海の伝とされる事相の中で、現存する数少ない遺法の一つ。日本の密教で事相と呼ばれるものは、全て「四度立て」の修法（修道）を基本としているが、実際には空海以来の直伝ではなく、平安末期の興教大師覚鑁の著作をもとにして鎌倉時代から始まったものである。
平安密教の終焉は、相次ぐ戦乱や飢饉に加え元暦2年(1185年) 京都一帯を襲った大震災によって、首都機能が崩壊して時の貴族政権が倒れ、国家仏教（平安仏教）であった真言宗と天台宗も主要な施設と人材に甚大な被害を受けたことによる。
これに対して、古密教の事相の中に歴史的な変動をかい潜って伝わり続けたものがあり、その代表的な修法の一つが阿字観であった。阿字観は別名を阿字観ヨーガとも言う。真言宗の事相では、大日如来を表す梵字が月輪の中、蓮華の上に描かれた軸を見つめて、姿勢と呼吸を整え瞑想する。元々は真言宗の僧侶が修行の方法として実践していたもので、真言寺院に伝えられていた。トレーニングの瞑想法として同法に「数息観］」、「阿息観」、「月輪観」等がある。これに関連した密教の瞑想として、同じく『大日経』に基づく『胎蔵界法』に見える各種の「五輪観」加えて「十八契印」に基づく『護身法』と、『金剛薩埵厳身観』に基づく「三密観」がある。近代の頃には一般の寺院では行なわれなくなるが、その後も古式には「阿字観」を授ける前に『護身法加行』があり、「護身法折紙」や「護身法切紙」を授け続けている。

## 阿字観の功徳
阿字観について、古典の一つ『阿字義』には「阿字観の効能」として以下のように述べている。現行の阿字観と、古法の阿字観の違いが感じられて興味深いものがある。
阿字の効能について、もし、初心の行者がこの『阿字観』を感想する時に、自身の心が未だ（覚りも、仏も分からずに）純粋な境地や、しっかりとした禅定が得られていないならば、まず最初に仏画としての「蓮華」を描き、次に「月輪」を描き、その中に「阿字」を書いて軸装して目の前に掲げて、観想（瞑想）するべきである。
もし、その人がこの観想に熟達したならば、この「阿字」が心中より光を放って、あまねく三世十方法界の諸仏の浄土に届く。その際に、この光は瑜伽行者の頭頂から足先まで体中を巡ることになる。つまりは、この「阿字」を明らかに観想できれば、六根の諸々の罪業と障害が全て清められて清浄となる。また、六根が清浄になり無垢であれば、心の本質（心性）も無垢清浄となり、例えば、透明な水晶や清らかな満月のようなものとなる。
この状態で、（瑜伽行者が）世間における六道の輪廻に目を転じた際には、一切の草や木にいたるまでが砕け散り、おおよそ外境としてあらわれる（幻影の）全てが破れ去ってしまうものである。
この『阿字観』を修すると、このようによく一切の煩悩を除くことになり、それによりあらゆる効能がある。何故かというと、「八葉」を観想して多くもせず、少なくもしない（この「八葉」ということが肝心で）おおよそ人の心の形（心輪：心臓のチャクラ）は、八葉の蓮華の花が未だ開かないような形（未敷蓮華の形）をしており、八方に分かれた筋（輪線：脈管のこと）があり、男性は上に向かって開き、女性は下に向かって開いている。
今、この心を観想して、それを開く（開敷蓮華の形）のである。また、その際の「八葉」は（観想により本尊法における『胎蔵界』の中台八葉の）四仏四菩薩である。
心髄が具足するか、しないかは、すべてその（瑜伽行者の）心にかかっている。蓮華三昧の心が、もし、開くときには、無量の法門が具足する。それらは例えば、百八の三昧（瞑想）の法門、五百の陀羅尼（真言）の法門等である。このようにして、無量無辺の法門が具足しないということがないのである。
またもし諸仏を見たいという人、諸仏を（直接に）供養したいと思う人、菩提（覚り）を証発（証得）しようと思う人、諸々の菩薩と同じように生きて行きたいと思う人、一切衆生を利益しようと思う人、一切の悉地を得たいと思う人、一切智を得たいと思う人、これらの人は更に他の方法や瞑想法を求める必要はない。まさに唯々、この『阿字観』を観想するべきである。
一切衆生の自らの心は、元から今に至るまで清浄であるけれども、無明によって覆い隠されていて、その心の状態を言い表すことはできない。もし、この心を清めることができれば、すなわち、その心は（『大日経』に説く）｢胎蔵界曼荼羅｣となって現出する。
（この曼荼羅は）他の場所から持って来たのではない。更にまた、「阿字」も他から来たのではない。唯々、心より生じたものである。禅定を修して、その心はようやく清くなる。そして、心が清浄になるが故に「阿字」もまた心中に現出する。つまりは「阿字」の法門に入るが故に、（瑜伽行者は）大果報を得る。（その境地は）他人が授けることができるものではない。
もし、短命の人が日々の三時（朝・昼・夜）に、この「阿字」について考え、観想すれば、長寿を得ることができる。もし、出る息と入る息の中にこの「阿字」を観想すれば、壽命は伸び、いつまでも健康を保ち続ける。これは、この「阿字」の菩提心は（金剛界法と違って）不生不滅の法門だからである。
また、出る息と、入る息を工夫する場合には、鼻の先15センチの所に、この「阿字」を観想することである。
この観想による功徳はというと、
1. 下品の成就ならば、死の間際に当たる人が、むしろ生き返る。
2. 中品の成就ならば、虚空に昇るが如き大自在の境地を得る。
3. 上品の成就ならば、すなわち「無上正等覚」に至る。                        　－後略－

## 阿字観の種類
日本の密教が伝えている阿字観には、「現行の阿字観」と「古密教の阿字観」とがあり、その内容には大きな違いがあるので、比較となるよう以下にその簡単な次第の例を挙げる。
日本密教の一般的な阿字観
『阿字観略次第』
三礼
着座作法
- 護身法

浄三業　印言
三部三昧耶
仏部三昧耶　印言
蓮華部三昧耶　印言
金剛部三昧耶　印言
被甲護　印言
発菩提心　印言
三昧耶戒　印言
五大願　　結印
- 胎蔵界五字明呪　印言（108反）
- 阿字観　法界定印（「阿字観」「三平等観」「二而不二観」「広大観」「縮小観」　）　

仏眼仏母　印言
普供養　印言
三力偈　印言
祈願
護身法
三礼
出堂　（以上）
現行の阿字観には、先に触れたように「数息観」「阿息観」「月輪観」等の補助的な瞑想法がある。

日本密教の古密教の阿字観
『阿字観略次第』
三礼
着座作法、普礼
- 護身法

浄三業（身口意）観空　印言　【奢摩他；シャマタ】
五仏灌頂真言（瓶灌頂；頭頂）　印言 　【第一灌頂】（大輪明王　羯摩部）
三部灌頂
仏部（身；額）灌頂　　 　　　　印言　 【第二灌頂】
蓮華部（口；喉）灌頂　　　　　印言 　【第三灌頂】
金剛部（意；胸）灌頂　　　　　印言 　【第四灌頂】
被甲護（菩提心）観　　印言　【毘鉢舎那；ビバシャナ】
五大願（菩提心誓願） 　結印
- 九重阿字観　印言（本尊真言）

覧字観　白色（頭頂）・赤色（両掌；臍に当てる）　印言
内五輪観　印言（五箇所の覧字観の後、五輪観に移る）　　
地輪　印言（頭頂または額；上から順に「輪宝」を観想する）
水輪　印言（喉）
火輪　印言（胸）
風輪　印言（臍）
空輪　印言（丹田もしくは下腹部；最下層の空輪は空性で本来は形が無い）
- 満足句　印言
- 阿字観　法界定印（観想は異なる）

仏眼仏母　印言
普供養　印言（虚空藏菩薩　宝部）
虚空蔵転明妃　印言
三力祈願　印言
護身法
三礼
出堂（以上）